# ویلیام مکنزی
ویلیام مکنزی، (به انگلیسی: William Mackenzie) (زاده ۱۷ اکتبر ۱۸۴۹ - درگذشته ۵ دسامبر ۱۹۲۳) کارآفرین، مهندس عمران و مدیر ارشد اجرایی کانادایی بود، که در سال ۱۸۹۹ با مشارکت فردریک استارک پیرسون شرکت مدیریت دارایی بروکفیلد را تأسیس نمود.